# Raúl Saucedo
Raúl Saucedo (Posadas, 12 settembre 1904 – Buenos Aires, 21 febbraio 1966) è stato uno schermidore argentino.

## Biografia
Ha partecipato ai Giochi della X Olimpiade di Los Angeles nel 1932, ai Giochi della XI Olimpiade di Berlino nel 1936 ed ai Giochi della XIV Olimpiade di Londra nel 1948.
Era padre dello schermidore Guillermo Saucedo, partecipante ai Giochi della XIX Olimpiade di Città del Messico nel 1968 ed ai Giochi della XX Olimpiade di Monaco nel 1972.

## Palmarès
In carriera ha conseguito i seguenti risultati:
- Giochi panamericani:

Buenos Aires 1951: oro nella spada a squadre ed argento nel fioretto a squadre.